# Juden Raus
Juden Raus (jøderne ud) er et antisemitiske brætspil fremstillet i Nazityskland.  "Juden Raus," udkom i Dresden i 1938 cirka en måned efter Krystalnatten.
Det er et simpelt spil. Man kaster terningerne og flytte sin brik til jødiske hjem og henter jøder. Du skal derefter eskortere jøderne til et "indsamlingssted", så de kan blive forvist fra byen.
Spillet blev udgivet af et privat foretagende, og  den nazistiske avis Das Schwarze Korps offentliggjorde en skarp kritik af spillet den 29. december 1938 på side 7, og skrev blandt andet:
| „ | Jøderne ud! ja selvfølgelig, men også hurtigt ud af [disse] legetøjet-kasser til vore børn, inden de føres ind i den forfærdelige fejl, at de politiske problemer løses med terninger og et raflebæger. | “ |